# تصفيات بطولة أمم أوروبا 2012 المجموعة ط

ترتيب ونتائج المجموعة الثامنة من مسابقة تصفيات كأس الأمم الأوروبية لكرة القدم 2012.

## الترتيب
| م | الفريق   | لعب | ف | ت | خ | أ.له | أ.ع | أ.ف | نقاط | التأهل                   |     | الدنمارك | البرتغال | النرويج | آيسلندا | قبرص |
| - | -------- | --- | - | - | - | ---- | --- | --- | ---- | ------------------------ | --- | -------- | -------- | ------- | ------- | ---- |
| 1 | الدنمارك | 8   | 6 | 1 | 1 | 15   | 6   | +9  | 19   | التأهل للمسابقة النهائية |     | —        | 2–1      | 2–0     | 1–0     | 2–0  |
| 2 | البرتغال | 8   | 5 | 1 | 2 | 21   | 12  | +9  | 16   | التقدم للمباريات الفاصلة |     | 3–1      | —        | 1–0     | 5–3     | 4–4  |
| 3 | النرويج  | 8   | 5 | 1 | 2 | 10   | 7   | +3  | 16   |                          |     | 1–1      | 1–0      | —       | 1–0     | 3–1  |
| 4 | آيسلندا  | 8   | 1 | 1 | 6 | 6    | 14  | −8  | 4    |                          | 0–2 | 1–3      | 1–2      | —       | 1–0     |      |
| 5 | قبرص     | 8   | 0 | 2 | 6 | 7    | 20  | −13 | 2    |                          | 1–4 | 0–4      | 1–2      | 0–0     | —       |      |

## المباريات
مواعيد المجموعة 8 فوضت بين المشاركون في المجموعة في اجتماع عقد بكوبنهاغن يوم 8 مارس. بعد ذلك الاجتماع كان لم يؤت ثمارا، لذلك تم تحديد من قبل قرعة عشوائية في مؤتمر يويفا الرابع والثلاثون في تل أبيب، فلسطين المحتلة، يوم 25 مارس.
| آيسلندا             | 1–2   | النرويج                                   |
| ------------------- | ----- | ----------------------------------------- |
| هايدار هيليغسون 38' | تقرير | بريدي هانغيلاند 59' · محمد عبد اللاوي 75' |

| البرتغال                                                            | 4–4   | قبرص                                                                                     |
| ------------------------------------------------------------------- | ----- | ---------------------------------------------------------------------------------------- |
| هوغو ألميدا 8' · راؤول ميريلس 29' · داني 50' · مانويل فيرنانديز 60' | تقرير | إفستاتيوس ألونيفتيس 3' · ميخاليس كونستانتينو 11' · إيوانيس أوكاس 57' · أندرياس أفرام 89' |

| الدنمارك              | 1–0   | آيسلندا |
| --------------------- | ----- | ------- |
| توماس كالينبيرغ 90+1' | تقرير |         |

| النرويج           | 1–0   | البرتغال |
| ----------------- | ----- | -------- |
| إريك هوسيكليب 21' | تقرير |          |

| قبرص              | 1–2   | النرويج                         |
| ----------------- | ----- | ------------------------------- |
| إيوانيس أوكاس 58' | تقرير | يون آرنه ريسه 2' · جون كارو 42' |

| البرتغال                              | 3–1   | الدنمارك                    |
| ------------------------------------- | ----- | --------------------------- |
| ناني 29'، 31' · كريستيانو رونالدو 85' | تقرير | ريكاردو كارفاليو 80' (ه.ذ.) |

| الدنمارك                               | 2–0   | قبرص |
| -------------------------------------- | ----- | ---- |
| مورتن راسموسن 47' · كاسبر لورنتزين 81' | تقرير |      |

| آيسلندا             | 1–3   | البرتغال                                                    |
| ------------------- | ----- | ----------------------------------------------------------- |
| هايدار هيليغسون 17' | تقرير | كريستيانو رونالدو 3' · راؤول ميريلس 27' · هيلدر بوستيغا 72' |

| قبرص | 0–0   | آيسلندا |
| ---- | ----- | ------- |
|      | تقرير |         |

| النرويج           | 1–1   | الدنمارك          |
| ----------------- | ----- | ----------------- |
| إريك هوسيكليب 81' | تقرير | دينيس روميدال 27' |

| آيسلندا | 0–2   | الدنمارك                            |
| ------- | ----- | ----------------------------------- |
|         | تقرير | لاسه شونه 60' · كريستيان إريكسن 75' |

| البرتغال          | 1–0   | النرويج |
| ----------------- | ----- | ------- |
| هيلدر بوستيغا 53' | تقرير |         |

| النرويج                     | 1–0   | آيسلندا |
| --------------------------- | ----- | ------- |
| محمد عبد اللاوي 88' (ركلة.) | تقرير |         |

| قبرص | 0–4   | البرتغال                                                          |
| ---- | ----- | ----------------------------------------------------------------- |
|      | تقرير | كريستيانو رونالدو 35' (ركلة.)، 83' · هوغو ألميدا 84' · داني 90+2' |

| الدنمارك               | 2–0   | النرويج |
| ---------------------- | ----- | ------- |
| نيكلاس بينتنر 24'، 44' | تقرير |         |

| آيسلندا             | 1–0   | قبرص |
| ------------------- | ----- | ---- |
| كولبين سيغبورسون 5' | تقرير |      |

| قبرص                | 1–4   | الدنمارك                                                      |
| ------------------- | ----- | ------------------------------------------------------------- |
| أندرياس أفرام 45+1' | تقرير | لارس ياكوبسن 7' · دينيس روميدال 11'، 22' · مايكل كرون-دلي 20' |

| البرتغال                                                          | 5–3   | آيسلندا                                                    |
| ----------------------------------------------------------------- | ----- | ---------------------------------------------------------- |
| ناني 13'، 21' · هيلدر بوستيغا 45' · جواو موتينيو 81' · إليسيو 87' | تقرير | هالغريمور يوناسون 48'، 68' · غيلفي سيغوردسون 90+3' (ركلة.) |

| النرويج                                           | 3–1   | قبرص              |
| ------------------------------------------------- | ----- | ----------------- |
| مورتن غامست بيدرسن 25' · جون كارو 34' · هوجلي 65' | تقرير | إيوانيس أوكاس 42' |

| الدنمارك                               | 2–1   | البرتغال                |
| -------------------------------------- | ----- | ----------------------- |
| مايكل كرون-دلي 13' · نيكلاس بينتنر 63' | تقرير | كريستيانو رونالدو 90+2' |

## الهدافون
5 أهداف
| - كريستيانو رونالدو |

4 أهداف
| - ناني |

3 أهداف
| - إيوانيس أوكاس - نيكلاس بينتنر | - دينيس روميدال | - هيلدر بوستيغا |  |

هدفان
| - أندرياس أفرام - مايكل كرون-دلي - هايدار هيليغسون - هالغريمور يوانسون | - محمد عبد اللاوي - جون كارو - إريك هوسيكليب | - هوغو ألميدا - داني - راؤول ميريلس |

هدف
| - إفستاتيوس ألونيفتيس - ميخاليس كونستانتينو - كريستيان إريكسن - لارس ياكوبسن - توماس كالينبيرغ - كاسبر لورنتزين | - مورتن راسموسن - لاسه شونه - كولبين سيغبورسون - غيلفي سيغوردسون - توم هوجلي - مورتن غامست بيدرسن | - بريدي هانغيلاند - يون آرنه ريسه - إليسيو - مانويل فيرنانديز - جواو موتينيو |

هدف ذاتي
- ريكاردو كارفاليو (لعب ضد الدنمارك)